# Minaretten van Masjid Al-Aqsa
De vier Minaretten van Masjid Al-Aqsa zijn vier minaretten op de Tempelberg van Jeruzalem behorende tot de Al-Aqsamoskee:
- Al-Fakhariyya-minaret, aan de zuidwestkant van het Tempelbergcomplex, gebouwd in 1278 in opdracht van de Mammelukse sultan Lajin, gerestaureerd in 1922, genoemd naar Fakhr ad-Din al-Chalili, de vader van de bouwer van de minaret.
- De Ghawanima-minaret, aan de noordwestkant van het gebied, gebouwd in 1297 mede in opdracht van Sultan Lajin, gerestaureerd in 1329 en opnieuw in 1927, is met een hoogte van 37 meter een van de hoogste gebouwen in de oude stad.
- Bab al-Silsila-minaret (ruwweg: "Chain Gate Minaret"), gelegen aan de westkant van de Tempelberg en werd in 1392 in Syrische stijl gebouwd op de plaats van een oudere minaret; de minaret kreeg in de 19e eeuw een nieuwe top nadat deze door een aardbeving was beschadigd.
- De Al-Asbat-minaret (ook wel Minaret Israël of Minaret van de Stammen genoemd), aan de oostelijke noordmuur van het gebied, gebouwd in 1367, werd in het bovenste gedeelte gereconstrueerd na de aardbeving in Jericho in 1927.

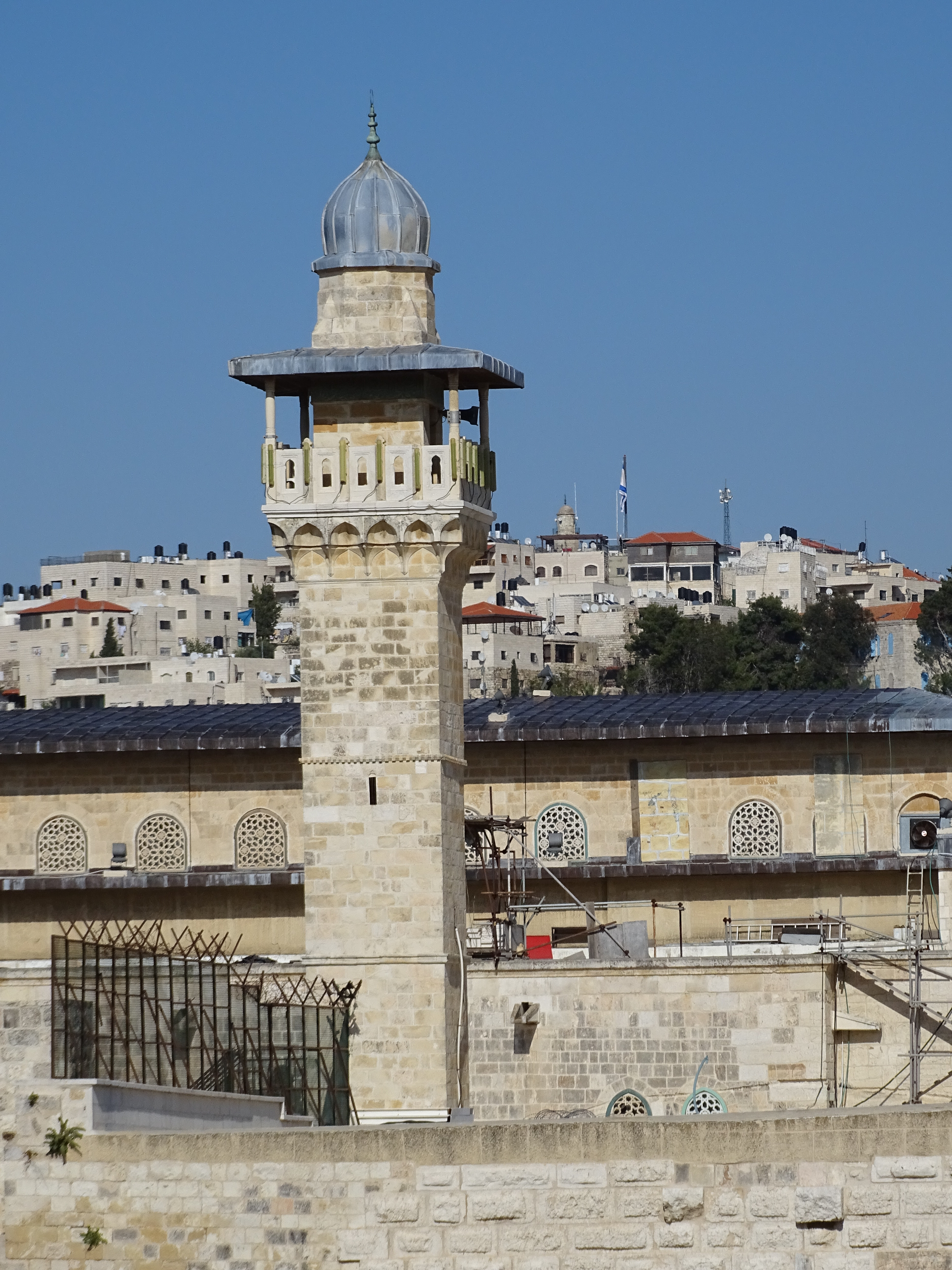
Al-Fakhariyya-minaret
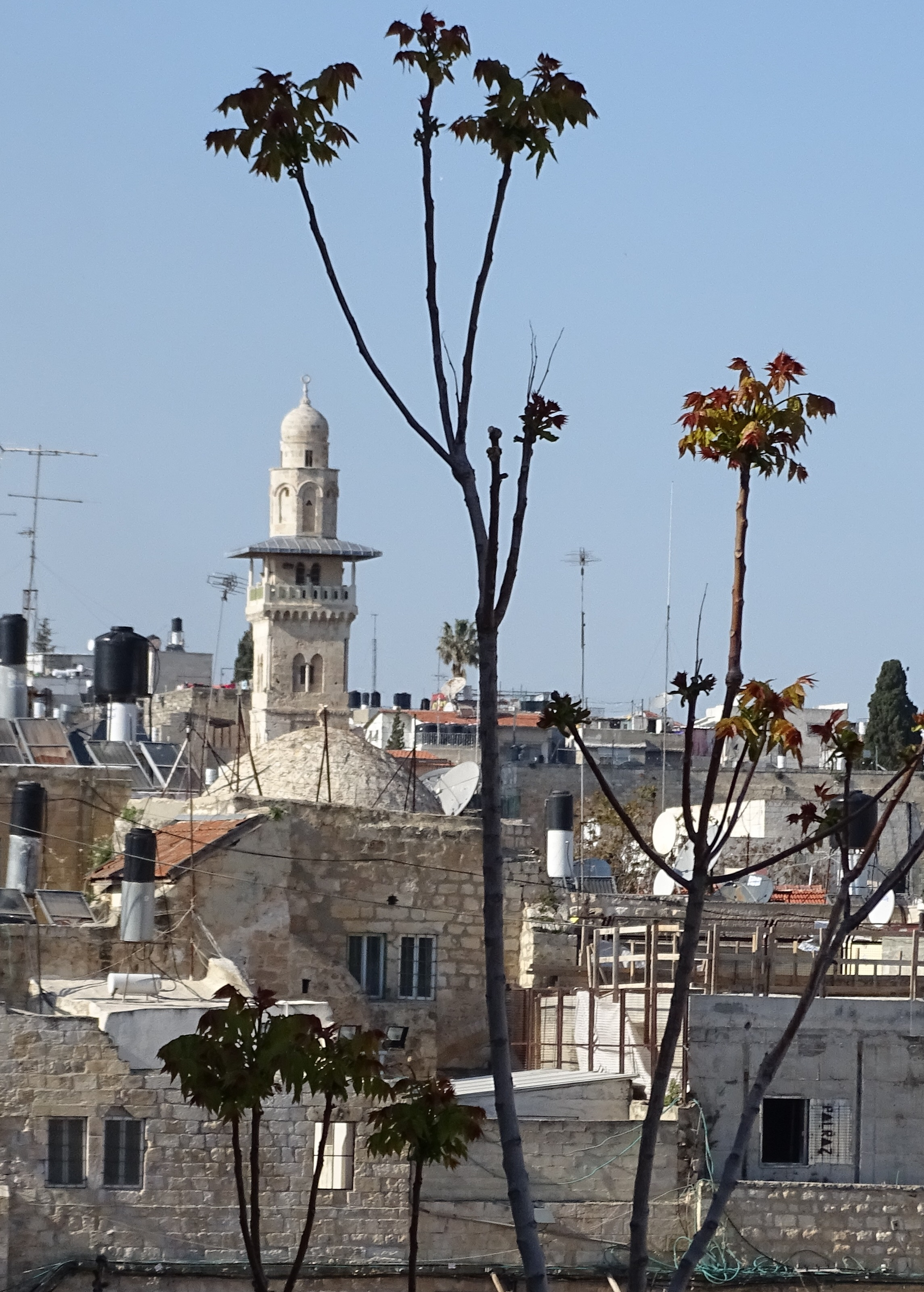
Ghawanima-minaret
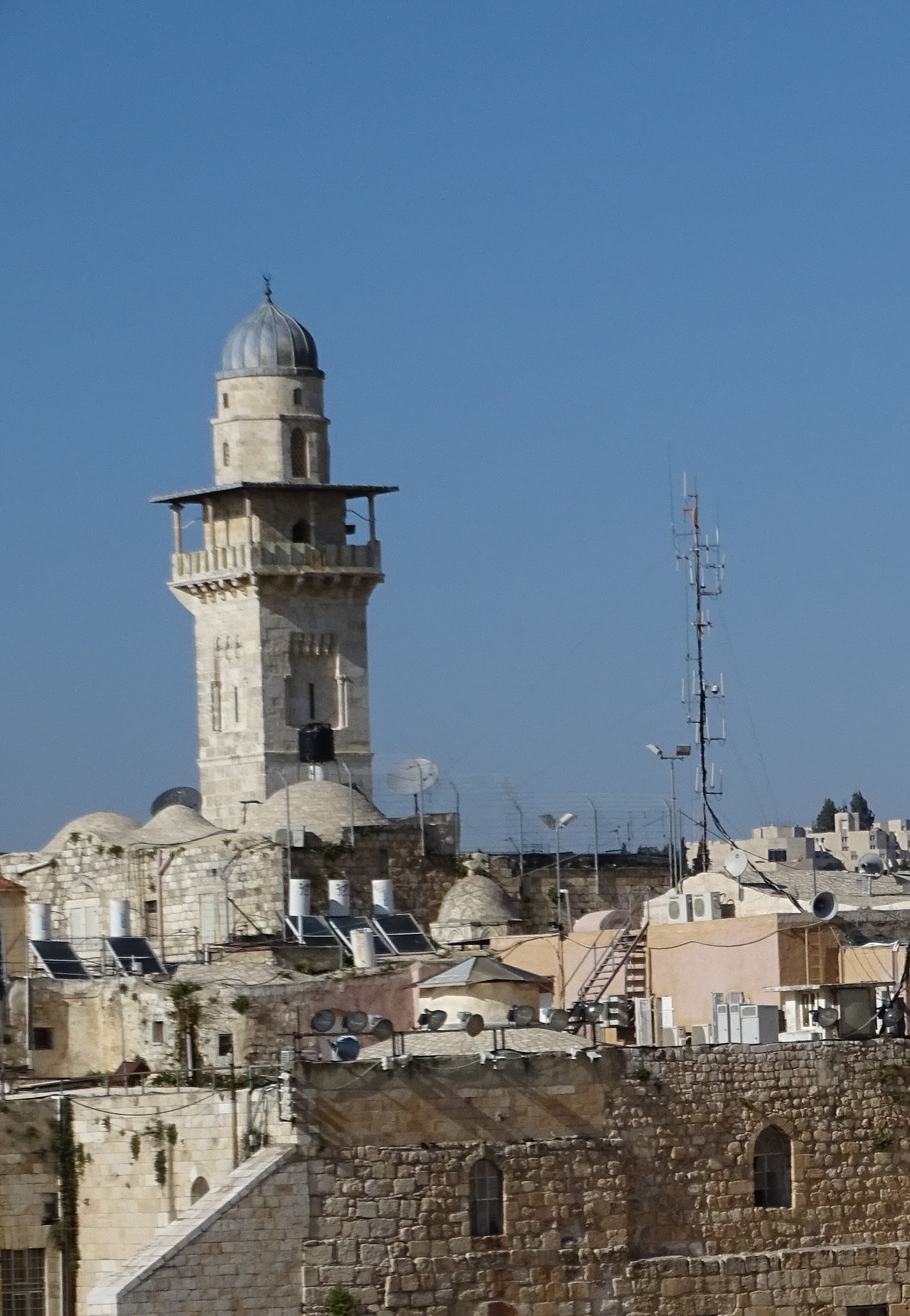
Bab-al-Silsila-minaret
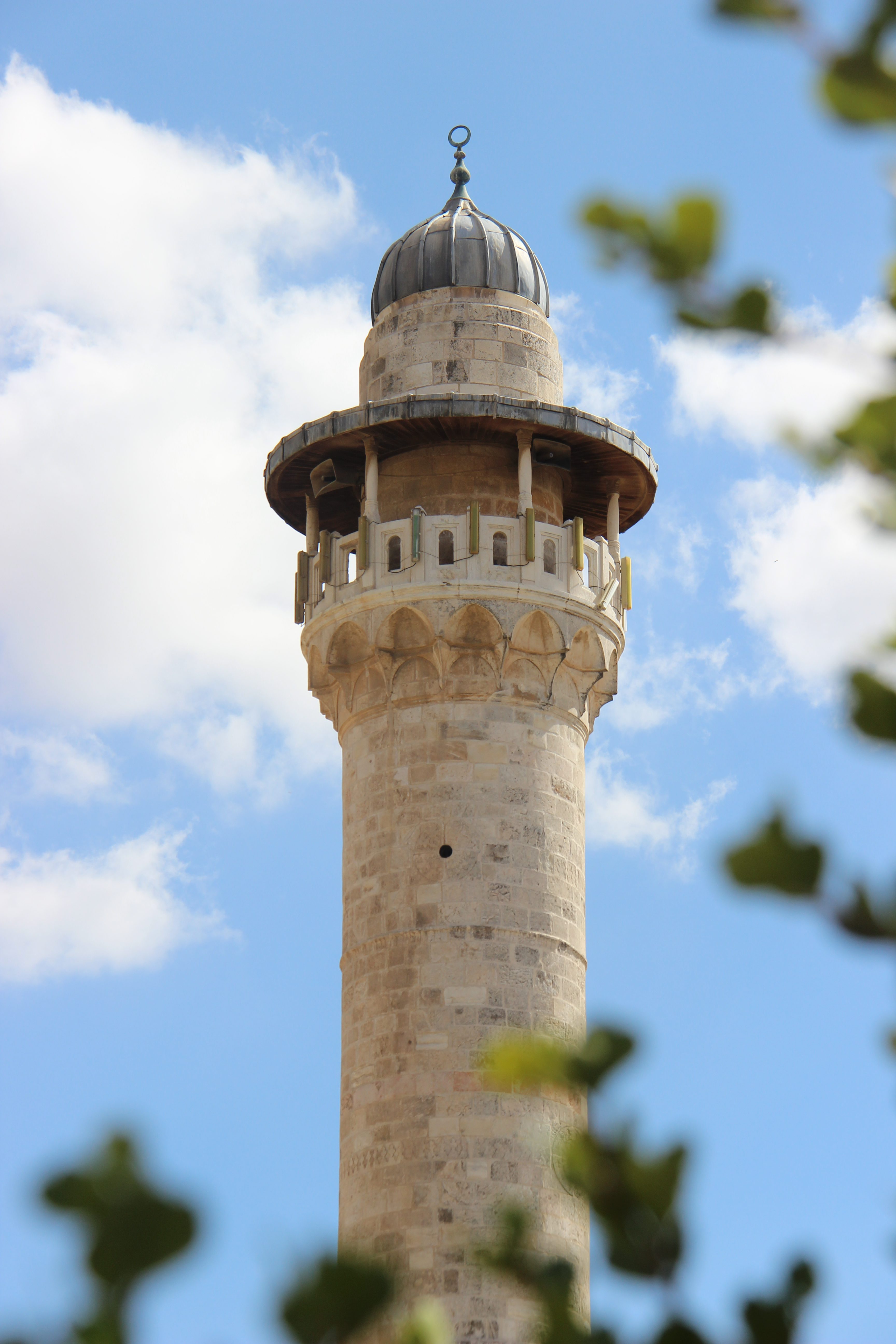
Al-Asbat-minaret

Er is momenteel geen minaret aan de oostkant van de Tempelberg. In 2006 werd echter bekend dat de Israëlische autoriteiten het plan van de koning van Jordanië, Abdullah II, hadden goedgekeurd om een nieuwe minaret ten oosten van de moskee te bouwen.
| Naam                   | Alternatieve naam        | Jaar | Plaats    | Opmerking                            |
| ---------------------- | ------------------------ | ---- | --------- | ------------------------------------ |
| Al-Fakhariyya-minaret  | Bab-al-Maghariba-minaret | 1278 | Zuidwest  | Genoemd naar Fakhr ad-Din al-Chalili |
| Ghawanima-minaret      | Bani Ghanim-minaret      | 1297 | Noordwest |                                      |
| Bab al-Silsila-minaret | Mahkama-minaret          | 1392 | West      |                                      |
| Al-Asbat-minaret       | Minaret van de Stammen   | 1367 | Oost      |                                      |